# Rijksweg 48
Rijksweg 48 is een 18,6 kilometer lange Nederlandse autoweg van de N36 ten noorden van Ommen naar Hoogeveen. De weg is over de gehele lengte als N48 bewegwijzerd.

## Route
De N48 begint bij de turborotonde met de N36 (Hardenberg, Almelo) ten noorden van Ommen in het verlengde van de N340 die hier vanuit Zwolle eindigt. Vanaf hier is de weg als regionale stroomweg ingericht en zijn er twee ongelijkvloerse aansluitingen bij Dedemsvaart (N377) en Zuidwolde. Ten zuiden van Hoogeveen eindigt rijksweg 48 bij knooppunt Hoogeveen en gaat vloeiend over in snelweg A28 richting Groningen. Het verkeer vanaf de A28 vanuit Zwolle voegt hier middels een TOTSO in bij het verkeer richting Groningen. Verder begint de A37 richting Emmen ook bij knooppunt Hoogeveen.

## Geschiedenis
Rijksweg 48 liep oorspronkelijk van knooppunt Velperbroek bij Arnhem via  Zutphen, Deventer en Raalte naar Ommen en Hoogeveen. De weg was oorspronkelijk gepland als autosnelweg. Alleen het gedeelte Velperbroek - Dieren is als zodanig aangelegd. Tussen Dieren en Raalte was een geheel nieuw tracé voorzien, maar deze plannen zijn eind jaren 80 van de twintigste eeuw definitief afgeblazen. Voor de verbinding Arnhem - Groningen werd de route via A50 en A28 voldoende geacht. 
Uiteindelijk is in 1993 is het gedeelte tussen Arnhem en Ommen in het kader van de wet herverdeling wegenbeheer overgedragen aan de provincies Gelderland en Overijssel en werd omgenummerd naar N348. In 2011 is het gedeelte tussen de N340 en N36 overgedragen aan de provincie Overijssel. Dit gedeelte is tot 2021 nog wel als N48 bewegwijzerd.
Het gedeelte dat nog onderdeel is van rijksweg 48 is aangelegd tussen 1961 en 1966 op een nieuw tracé door de provincies Drenthe en Overijssel. Het gedeelte tussen Linde en Hoogeveen werd volgens het Rijkswegenplan 1968 zelfs enige tijd onderdeel van Rijksweg 36. Bij het Rijkswegenplan 1984 werd de gehele weg rijksweg 48. 
In 2021 werd het provinciale gedeelte van de N48 omgenummerd tot N340. Door de aanpassing van de aansluiting Ommen werd de N340 de doorgaande weg niet meer de N48-N348. Sinds de omnummering is de N48 weer volledig een rijksweg.

## Recente aanpassingen
De N48 staat al jaren bekend als dodenweg. Om de verkeersveiligheid te verbeteren zijn er al in de jaren 90 verschillende aanpassingen verricht. Sinds de aanleg van de weg waren er veel gelijkvloerse kruisingen en oversteken. Verschillende aansluitingen waren uitgevoerd als jughandle waarbij linksafslaand verkeer eerst rechtsaf moest slaan om daarna de hoofdrijbaan over te steken. Eind jaren 90 zijn deze aansluitingen veelal vervangen door normale gelijkvloerse kruisingen. 
Op 28 juni 2010 is de N36 tussen de Witte Paal en de N48 geopend. Hierdoor is er een betere verbinding tussen Hoogeveen en Twente en tussen Hardenberg en Zwolle ontstaan verder wordt het centrum van Ommen hierdoor ontzien van doorgaand verkeer.
Het wegvak ten zuiden van de N36 is in 2011 overgedragen aan de provincie Overijssel en de maximumsnelheid is destijds op dit gedeelte terug gebracht naar 80 km/u. 
Verder is in 2011 is de weg geheel opnieuw ingericht als regionale stroomweg. De weg is iets verbreed, er is een groene lijn in het midden aangebracht en alle gelijkvloerse kruisingen en oversteken zijn vervangen door een viaduct of ongelijkvloerse aansluiting. Er liggen sindsdien twee combiducten over de weg. Bij Linde ligt combiduct Stiggeltie en bij Zuidwolde combiduct Suthwalda.
De vernieuwde N48 werd op vrijdag 27 mei 2011 heropend voor het verkeer. Door de aanpassing van de aansluiting Ommen is het provinciale deel van N48 omgenummerd tot N340.

## Toekomst
Plannen om de weg uit te bouwen tot autosnelweg of te verbreden zijn er niet. 

## Aantal rijstroken
| Traject                           | Aantal rijstroken |
| --------------------------------- | ----------------- |
| Knooppunt Hoogeveen - rotonde N36 | 2×1               |

## Foto's

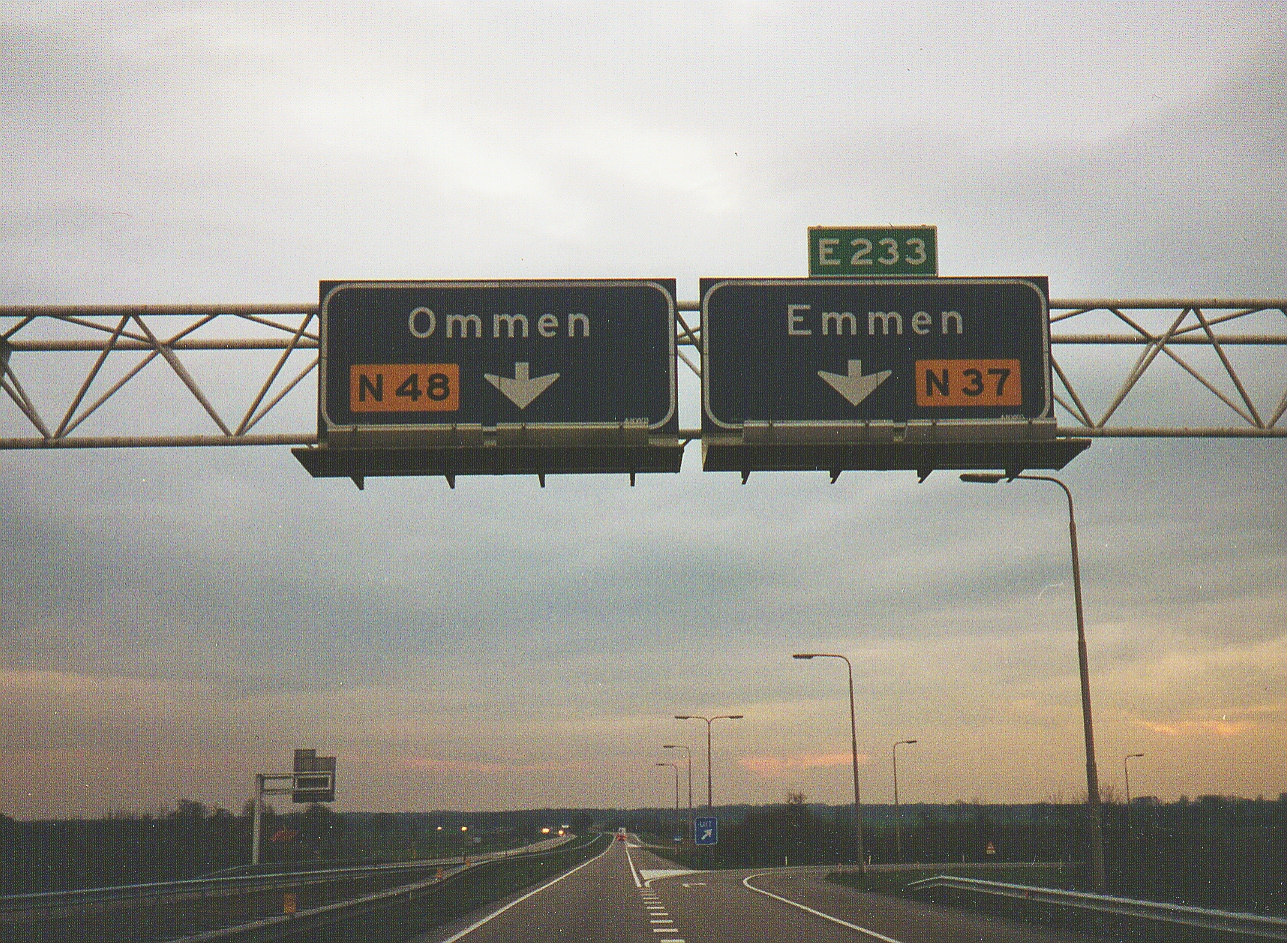
De splitsing van N48 en N37 op Knooppunt Hoogeveen, komende vanuit de richting Groningen in het verlengde van de A28. De foto dateert van voor de ombouw van rijksweg 37 naar een autosnelweg.
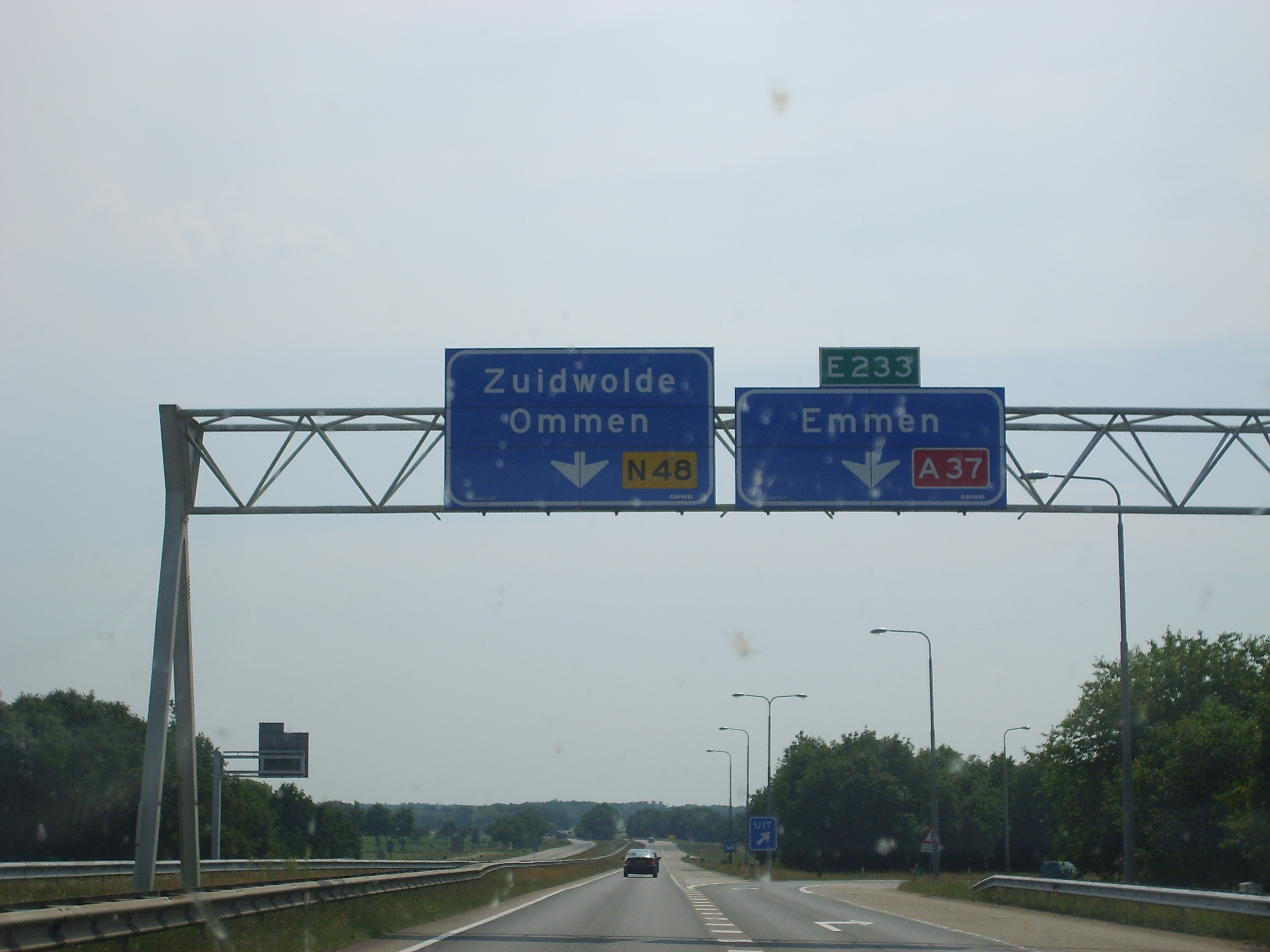
Zelfde locatie, zoals die op dit moment is.
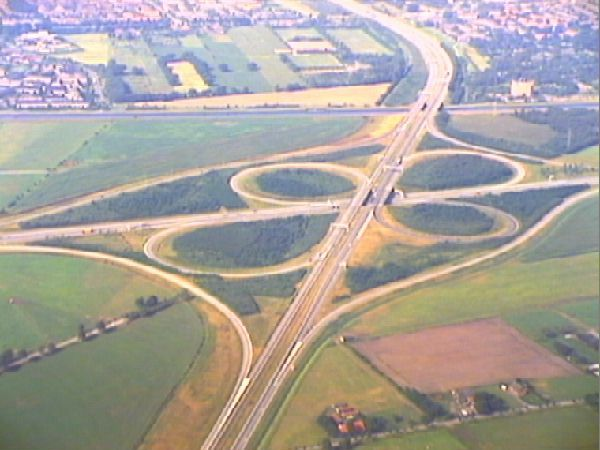
Kooppunt Hoogeveen vanuit de lucht. De weg naar het zuiden is de N48.